# Skronie
Skronie (niem. Krühne) – wieś w Polsce położona w województwie zachodniopomorskim, w powiecie kołobrzeskim, w gminie Gościno. Miejscowość wchodzi w skład sołectwa Mołtowo.
Według danych z 30 czerwca 2014 wieś miała 11 stałych mieszkańców.
Skronie współtworzą „Sołectwo Mołtowo”.
Ok. 500 metrów na północ od wsi w lesie znajduje się cmentarzysko kurhanowe złożone z ponad 100 kopców, od południa oddzielone wałem ziemnym.